# Förlyssning
Förlyssning kallas det när man lyssnar på en ljudkälla innan man kopplar in den till en regel på ett mixerbord. Till exempel kan man i en radiostudio lyssna på en låt innan den går ut i sändning, alternativt lyssna så att en mikrofon fungerar och låter bra. På mixerbord används ofta benämningen PFL (=Pre Fader Listening, lyssning före regel), eller PL (=Pre-listening). På svenska mixerbord kan det stå FL (=Förlyssning)
På mixerbord som främst används för ljudinspelning, kan det stå "Solo", vilket innebär att man lyssnar på ett enskilt instrument som finns på en egen kanal. Man kan till exempel vilja jämföra hur ett instrument låter i sig själv, jämfört med hela orkestern.